# Avtomobilist Ekaterimburgo
El HC Avtomobilist (del ruso: Автомобилист Екатеринбург) es un club profesional de hockey sobre hielo de Ekaterimburgo, óblast de Sverdlovsk, Rusia. Fue fundado en 2006 y reemplazó al Khimik Voskresensk en la Kontinental Hockey League en 2009.

## Entrenadores
- Leonid Kiselyov, 2006
- Vitali Krayov, 2006–07
- Mikhail Malko, 2007
- Sergei Shepelev, 2007–08
- Miskhat Fakhrutdinov, 2008–09
- Marek Sykora, 2009–10
- Evgeni Popikhin, 2010
- Evgeni Mukhin, 2010–11
- Ilya Byakin, 2011
- Andrei Martemyanov, 2011–12
- Andrei Shayanov, 2012
- Igor Ulanov, 2012–13
- Anatoly Emelin, 2013–presente